# Podvožić
Podvožić is een plaats in de gemeente Barilović in de Kroatische provincie Karlovac. De plaats telt 279 inwoners (2001).